# Bistum Hasselt
Das in Belgien gelegene Bistum Hasselt (lateinisch Dioecesis Hasseletensis, niederländisch Bisdom Hasselt) mit Sitz in Hasselt wurde am 8. Juni 1967 aus dem Bistum Lüttich herausgelöst und zu einem selbständigen Bistum der Kirchenprovinz Mecheln.
Mit einer Fläche von 2468 km² ist es mit der Provinz Limburg deckungsgleich.

## Bischöfe
1. Jozef-Maria Heusschen (13. Juni 1967–15. Dezember 1989)
2. Paul Schruers (15. Dezember 1989–25. Oktober 2004)
3. Patrick Hoogmartens (seit 25. Oktober 2004)

## Galerie

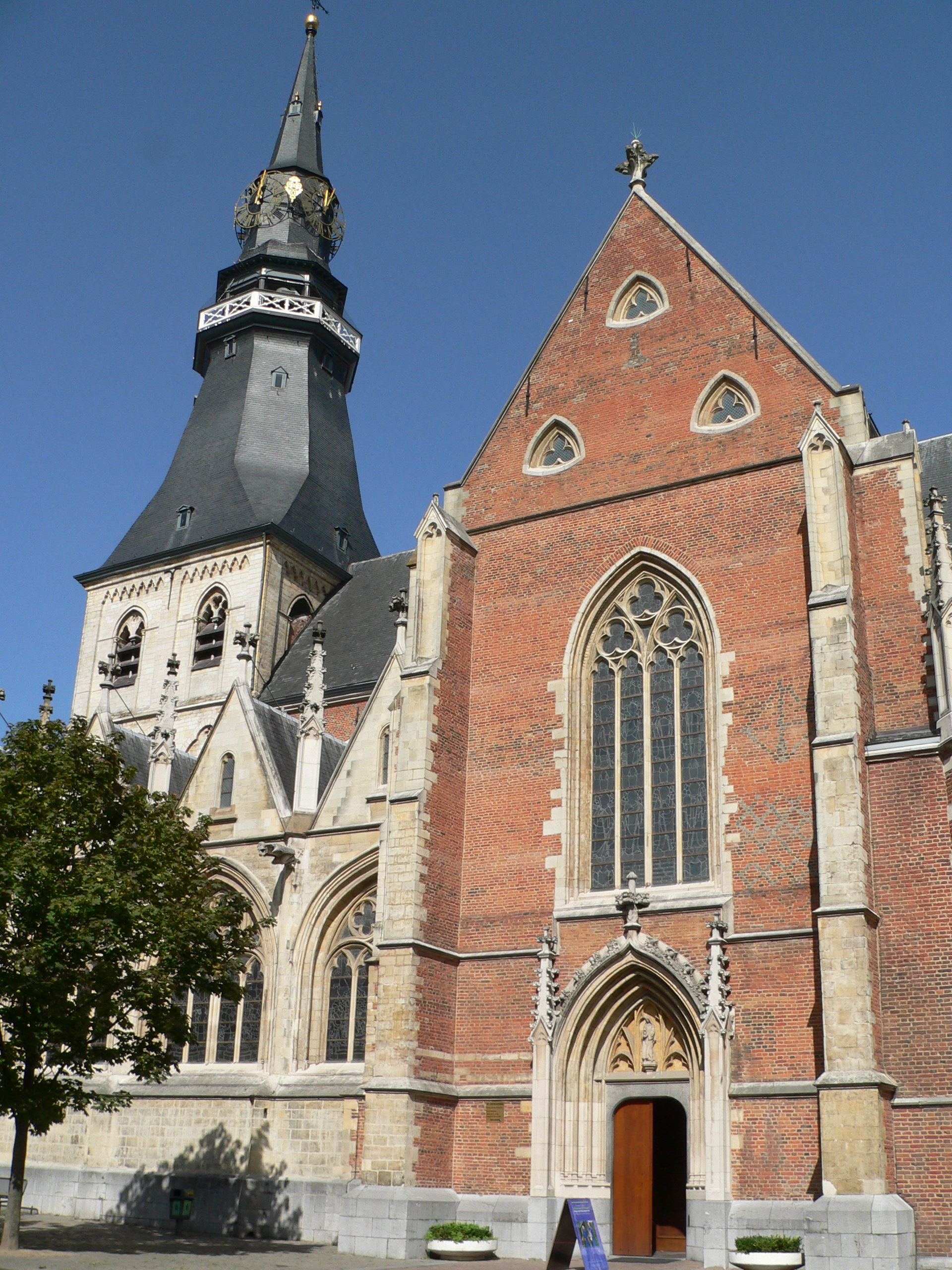
St.-Quintinus-Kathedrale in Hasselt
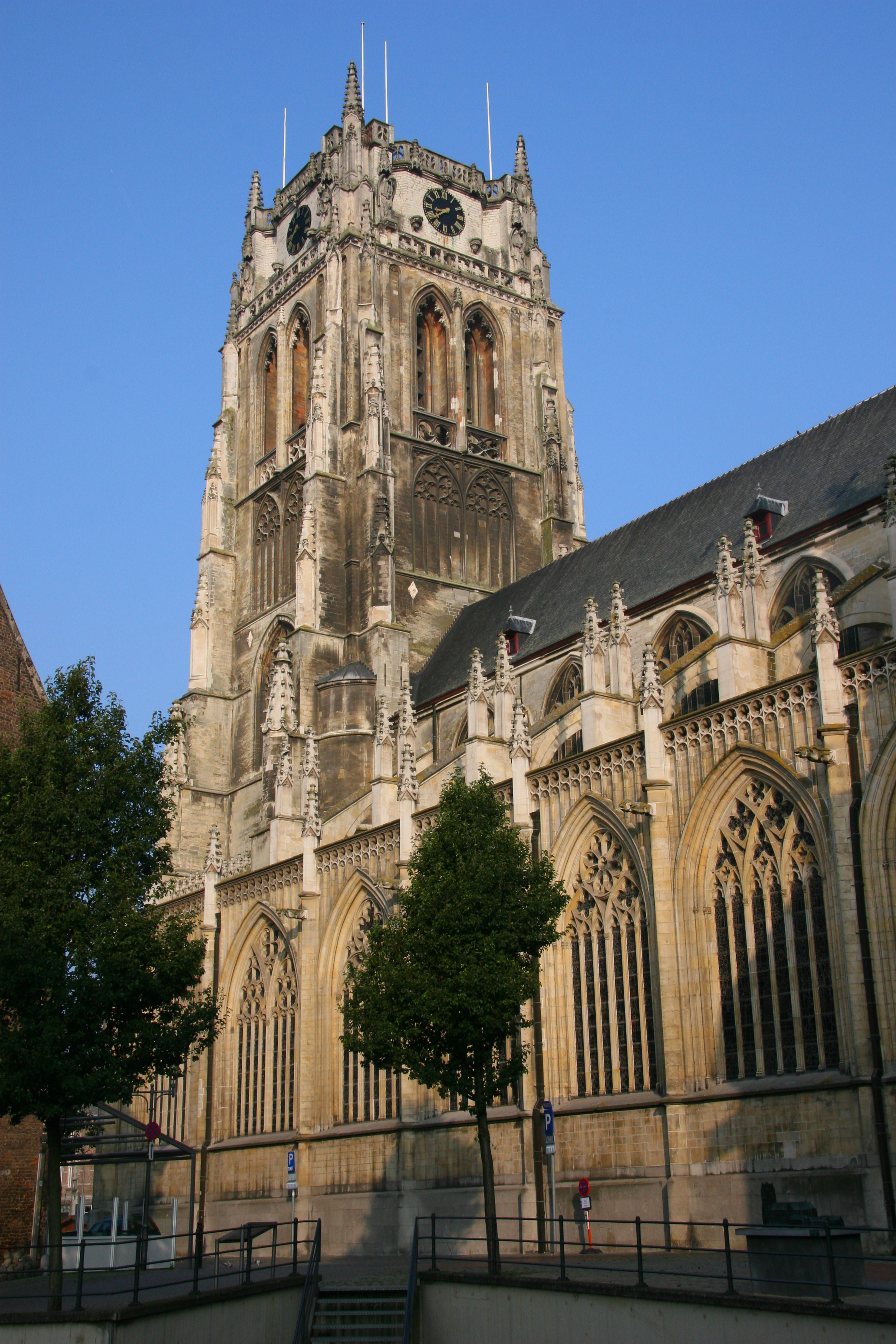
Liebfrauenbasilika in Tongern
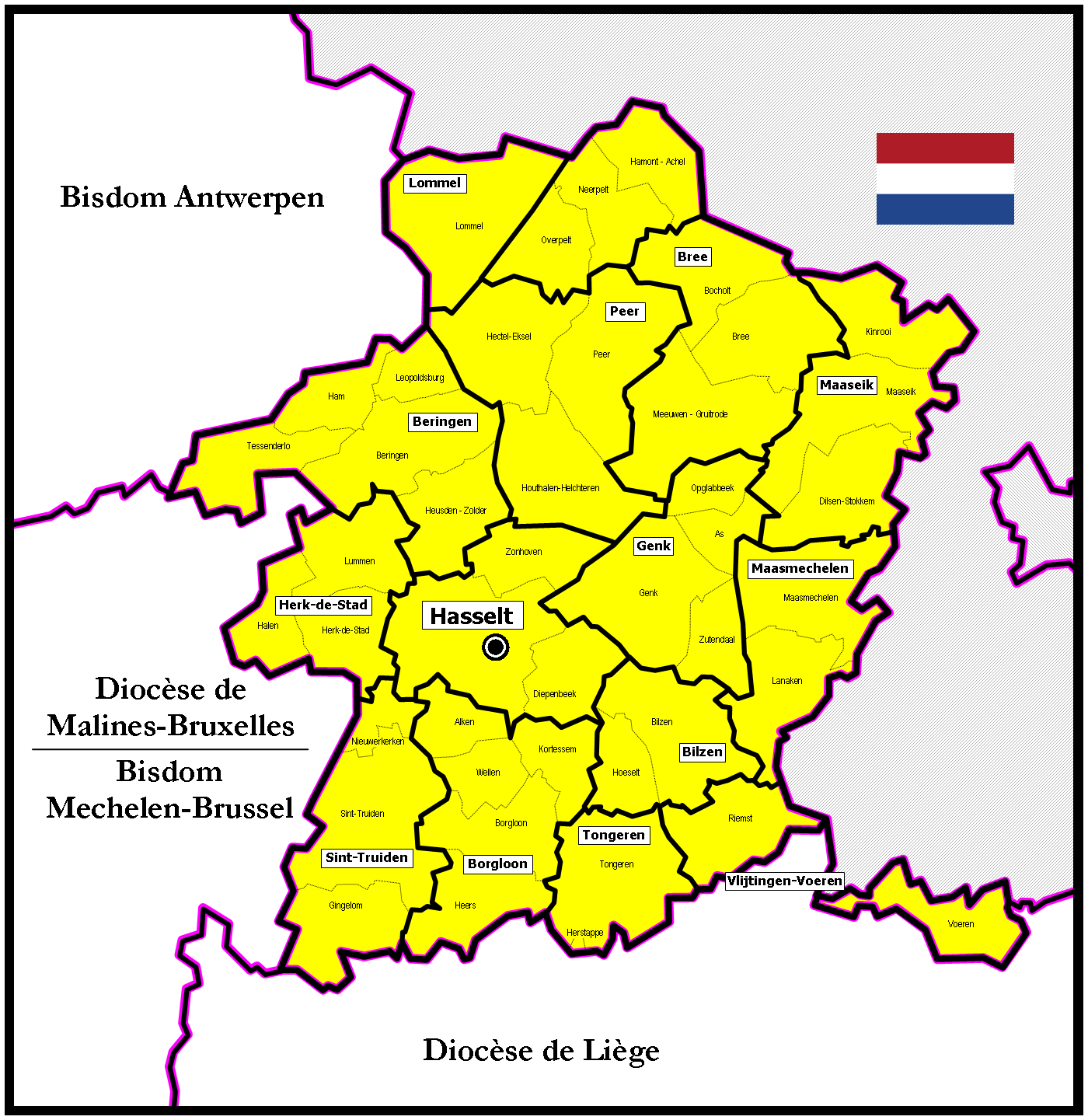
Verwaltungskarte des Bistums